# Carski i kraljevski
Carski i kraljevski ili K.u.K. skraćeno od njem. Kaiserlich und Königlich ili u prijevodu na hrvatski, carski i kraljevski (c. i k.) je povijesni pojam koji se odnosi na Austro-Ugarsku (austro-ugarsku monarhiju) od 1867. do 1918. Sve javne institucije u Austro-Ugarskoj (austro-ugarskoj monarhiji) su imale ispred imena i prefiks k.u.k.

## Nazivi u drugim jezicima monarhije
| njemački | češki                           | mađarski                          | poljski                        | slovenski                          | hrvatski                       |
| -------- | ------------------------------- | --------------------------------- | ------------------------------ | ---------------------------------- | ------------------------------ |
| k. u. k. | c. a k. – císařský a královský  | cs. és kir. – császári és királyi | C. i K. – Cesarski i Królewski | c. in kr. – cesarski in kraljevski | c. i kr. – carski i kraljevski |
| k. k.    | c.k. – císařsko-královský       | cs. kir. – császári-királyi       | C. K. – cesarsko-królewski     | c. kr. – cesarsko-kraljevski       | c. kr. – carsko kraljevsko     |
| k. u.    | král. uher. – královský uherský | m. kir. – magyar királyi          | królewski węgierski            |                                    | kr. ug. – kraljevsko ugarsko   |